# Barbara Dziadosz
Barbara Dziadosz (geboren in Polen) ist eine deutsche Illustratorin.

## Leben und Werk
Barbara Dziadosz stammt aus einem kleinen Ort in Nordpolen. An der Hochschule für Angewandte Wissenschaften Hamburg studierte sie Illustration. Sie lebt und arbeitet seitdem als freiberufliche Illustratorin in Hamburg. Regelmäßig illustriert sie seit 2020 die monatliche Naturkolumne „Da draußen“ im Zeitmagazin. Ihre Zeichnungen werden auch in anderen Zeitungen veröffentlicht, wie in der Washington Post, der wöchentlichen Ausgabe der britischen Tageszeitung The Daily Telegraph und der Wochenendausgabe von Les Échos. Zu ihren Werken gehören auch Google Doodles.

## Buchveröffentlichungen
- Kunstformen der Natur von Ernst Haeckel. Das Malbuch. 90 Schwarz-Weiß-Zeichnungen. Prestel Verlag, 2016, ISBN 978-3-7913-7258-7.
  - Art Forms in Nature. A Colouring Book of Ernst Haeckel's Prints. Prestel Publishing, 2016, ISBN 978-3-7913-7259-4.
- Olaf Fritsche (Autor), Barbara Dziadosz (Illustratorin): Der Insektensammler. (=Naturwunder, Band 2) Rowohlt Verlag, 2020, ISBN 978-3-498-00192-6.
- Blumen – Ein Lächeln für Dich. Hrsg. von Ulrich Maske und Carla Swiderski, Illustrationen von Barbara Dziadosz. GOYA 2022, ISBN 978-3-8337-4455-6.

Einzelne Illustrationen in
- Elena Favilli, Francesca Cavallo: Good Night Stories for Rebel Girls. Timbuktu Labs, 2016, ISBN 978-0-14-198600-5, The New York Times Best Seller[7][8]
  - Good Night Stories for Rebel Girls. 100 außergewöhnliche Frauen. Illustriert von 60 Künstlerinnen aus aller Welt. Carl Hanser Literaturverlag, München 2017, ISBN 978-3-446-25690-3.
- Good Night Stories for Rebel Girls 2. Timbuktu Labs, ISBN 978-0-9978958-2-7.
  - Good Night Stories for Rebel Girls 2. Mehr außergewöhnliche Frauen. Hanser Verlag, München 2018, ISBN 978-3-446-26106-8.